# Cordia killipiana
Cordia killipiana är en strävbladig växtart som beskrevs av J.S.Mill.. Cordia killipiana ingår i släktet Cordia, och familjen strävbladiga växter. Inga underarter finns listade i Catalogue of Life.